# Römische Erzählungen
Römische Erzählungen (Racconti romani) ist eine Reihe von Kurzgeschichten des italienischen Autors Alberto Moravia.
Es handelt sich um kurze, jeweils etwa gleich lange Erzählungen (ausgenommen Il terrore di Roma mit doppelter Länge), die ursprünglich in der Mailänder Tageszeitung Il Corriere della Sera veröffentlicht wurden und 1954 sowie 1959 gesammelt in zwei Bänden (Racconti romani und Nuovi racconti romani) vom Verlagshaus Bompiani herausgegeben wurden. Der erste Band mit dem Titel Racconti romani enthält 61 Kurzgeschichten und wurde ins Deutsche übersetzt.
Alle Geschichten handeln in Rom und Umgebung und spiegeln das Leben der einfachen Leute in der Nachkriegszeit wider. Dabei stehen deren Charaktere im Vordergrund. Alle Episoden wurden in der Ich-Form geschrieben, und in jeder Geschichte schlüpft der Autor in die Haut eines anderen Menschen, wobei es sich bei diesen ausnahmslos männlichen Gestalten um Händler, Taxifahrer, Barbedienungen, Friseure, Kleinkriminelle oder einfach nur Stammgäste einer Bar usw. handelt, also die einfachen Leute Roms (Roma popolana).
Das Ergebnis ist eine Momentaufnahme vom Rom Anfang der 1950er Jahre, mit ihren Charaktereigenheiten und ihren alltäglichen Gewohnheiten, Problemen und Wünschen.

## Ausgaben
Die deutsche Ausgabe „Römische Erzählungen“ ist in der Sammlung Luchterhand, ISBN 978-3-630-62180-7 sowie beim Rowohlt Taschenbuchverlag, ISBN 978-3-499-10705-4 erschienen. Ursprünglich wurden nur 41 der Geschichten unter dem Titel Die Mädchen vom Tiber – Geschichten aus Rom herausgegeben.
Daneben gibt es eine zweisprachige Ausgabe mit neun Kurzgeschichten beim dtv-Verlag, ISBN 978-3-423-09269-2. Die italienische Ausgabe Racconti Romani wurde 2001 bei Bompiani neu veröffentlicht, ISBN 88-452-4897-6. Zehn der Geschichten wurden 1959 vom italienischen Fernsehsender RAI Television als Hörspiele herausgebracht. Einige italienische Verleger haben inzwischen Hörbücher von Geschichten herausgegeben.

## Verfilmungen
Das Geschichtenmaterial wurde auch Gegenstand mehrerer Verfilmungen.
- 1954 bildete die erste Kurzgeschichte „Fanatico“ den Ausgangspunkt der Handlung des Films Schade, daß du eine Kanaille bist (Originaltitel: „Peccato che sia una canaglia“) von Alessandro Blasetti mit Sophia Loren und Marcello Mastroianni.[4][5]
- 1955 erschien der Film „Vier Herzen in Rom“ (Originaltitel: „Racconti Romani“) von Gianni Franciolini. Hier wurden mehrere Geschichten der Sammlung miteinander verschmolzen.[6]
- 1960 kam „Wenn das Leben lockt“ (Originaltitel: „La giornata balorda“) von Mauro Bolognini heraus. Auch hier wurden Kurzgeschichten verwertet.[7]